# Kozierogi
Kozierogi – wieś w Polsce położona w województwie łódzkim, w powiecie piotrkowskim, w gminie Wola Krzysztoporska.
W latach 1975–1998 miejscowość administracyjnie należała do województwa piotrkowskiego.